# Draupadi

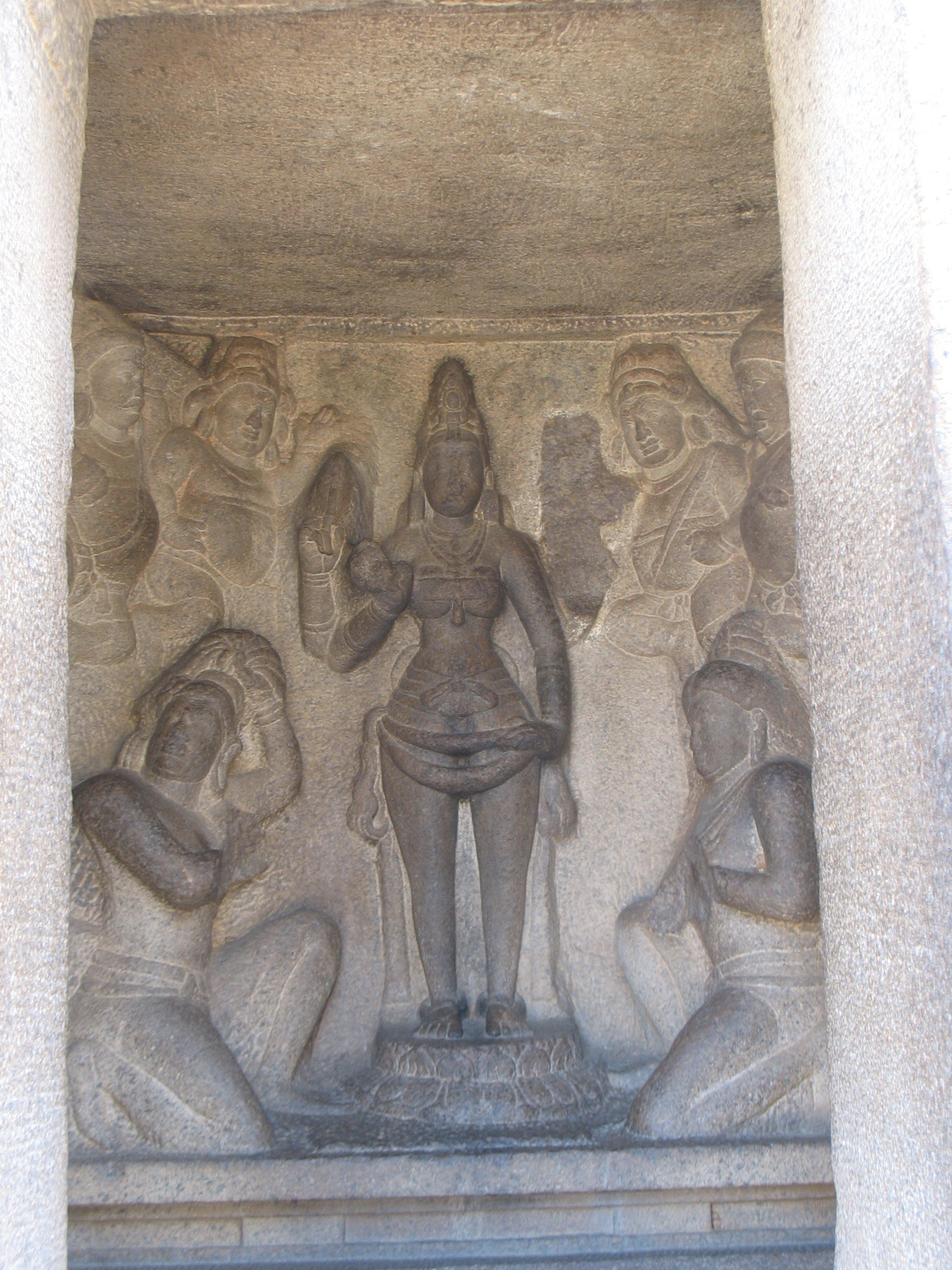
Beeld van Draupadi

Draupadi is de dochter van koning Drupada uit het Indiase epos de Mahabharata. Zij trouwde met de vijf zonen van koningin Kunti en Madri, de Pandava's. Bij elk van haar vijf echtgenoten kreeg zij een zoon.
Koning Drupada, die vernederd was door Dronacharya en op wraak zon, had zich door langdurige zelfverloocheningen en discipline de gunst van de goden verworven. Hij liet een offer brengen aan de vuurgod, Agni, en bad om een zoon om hem te wreken; toen stapte Dhristhadyumna uit de vlammen, de krijger die Drona zou doden, maar bovendien verscheen uit de rook Draupadi.
Koning Drupada wilde dat Arjuna de hand van zijn dochter zou winnen. Hij organiseerde een wedstrijd waarvan hij wist dat alleen Ajuna hem zou kunnen winnen. De deelnemers moesten vijf pijlen door het oog van een ronddraaiende vis schieten, waarbij ze alleen naar de weerspiegeling in het water in een kom mochten kijken. Arjuna won de wedstrijd inderdaad.
Toen Arjuna met zijn bruid en zijn vier broers naar huis ging, zei hij tegen zijn moeder, koningin Kunti, dat hij een gift had meegebracht. Zonder omkijken antwoordde zijn moeder dat hij die, zoals gewoonlijk, moest delen met zijn broers. Toen bleek dat het om Draupadi ging, kon zij die woorden niet meer terugnemen. Zo werd Draupadi de vrouw van alle vijf de broers: Yudhishtira, Bhima, Arjuna, Nakula en Sahadeva. 
Zij kreeg vijf zonen, bij elke echtgenoot één: Prativindhya, Sutasoma, Shrutakierti, Satanika en Shrutasena.